# Redes Energéticas Nacionais
Redes Energéticas Nacionais (с порт. — «Национальные энергетические сети»), полное наименование REN – Redes Energéticas Nacionais, SGPS, S.A. (ранее известно как Rede Eléctrica Nacional S.A.) — португальская энергетическая компания, занимающаяся производством и распределением электроэнергии; производством, распределением и сбытом природного газа, а также хранением и перевозкой СПГ. Образована в августе 1994 года. Входит в ENTSO-E и в португальский фондовый индекс PSI-20.

## Деятельность
Основными видами деятельности компании являются:
- общее управление государственной системой электроснабжения Португалии с целью гарантирования стабильности и безопасности электроснабжения
- развитие и эксплуатация электросетей сверхвысокого напряжения в Португалии
- управление объектами производства электроэнергии
- управление публичными тендерами на строительство и эксплуатацию новых объектов производства электроэнергии
- хранение и транспортировка СПГ (компания владеет терминалом в Синише)

## Держатели акций
Основными акционерами на 24 апреля 2019 год являлись:
- Комитет по контролю и управлению государственным имуществом Китая (166 797 815 — 25,0%)
- Oman Oil Company (80 100 000 — 12,0%)
- Lazard Asset Management Pacific (36 043 972 — 5,40%)
- Fidelidade Companhia de Seguros[англ.] (35 334 222 — 5,30%)
- Red Eléctrica de España[англ.] (33 359 563 — 5,00%)
- Capital Research & Management (18 662 559 — 2,80%)
- Setanta Asset Management (10 740 000 — 1,61%)
- The Vanguard Group (10 012 356 — 1,50%)
- Norges Bank Investment Management (9 084 817 — 1,36%)
- Acadian Asset Management[англ.] (7 961 577 — 1,19%)

На 2025 год основными держателями акций являются:
- State Grid Corporation of China — 25,0%
- Амансио Ортега (или Pontegadea Inversiones S.L.[галис.]) — 12,0%
- Lazard Asset Management — 7,7%
- Fidelidade[англ.] — 5,3%
- Redeia Corporación S.A.[англ.] — 5,0%
- Собственные акции — 0,6%
- Free-float акции (частные) — 44,4%